# Michael Maurer (Baumpfleger)
Michael Maurer (* 1905; † 1980) war ein Baumchirurg. Er gilt als der Begründer der Baumpflege in Deutschland und leitete eine Baumpflegefirma.

## Leben
Ab 1935 brachte Maurer die in den Vereinigten Staaten gesammelten neuen Erkenntnisse als Erster in Deutschland ein. Aufgrund seiner Erfahrungen wurden in den folgenden Jahrzehnten Baumpflegemaßnahmen nach seinen Methoden ausgeführt, die das Überleben des betroffenen Baumveteranen sichern sollten. Wichtig war eine frühzeitige Beseitigung der Schäden und die Unterstützung der natürlichen Wuchsform. Die meisten seiner Pflegemaßnahmen in den 1940er Jahren gelten heute jedoch nicht mehr als zeitgemäß. Maurer verschloss Höhlungen im Stamm oder in den Ästen durch exakt sitzende Scheinplomben aus Mauersteinen, Beton, Asphalt oder Zement. Diese Verfüllungen machten allerdings die durch den Wind verursachten Bewegungen des Baumes nicht mit, schufen einen Gegendruck und sprengten den Baum von innen. Zwischen der Füllung und dem Holz konnten sich schädliche Pilze und Parasiten niederlassen. Später entfernte Maurer deshalb die Scheinplomben wieder.
Ab 1935 sanierte Maurer zahlreiche Naturdenkmäler in Deutschland, 1958 die Dicke Eiche bei Airlenbach, 1965 die Femeiche bei Erle, 1969 die Wolframslinde, 1976 die Linde in Schenklengsfeld und die Kasberger Linde sowie 1977 die Tanzlinde in Effeltrich. Über seine Erfahrungen als Baumchirurg berichtete er unter anderem in Aloys Bernatzkys  Buch Baum und Mensch (1973).

## Veröffentlichungen
- Aloys Bernatzky: Baum und Mensch – Mit Beiträgen über Baumchirurgie von Michael Maurer, Frankfurt am Main : Kramer 1976, 2. Auflage, ISBN 3-7829-1045-1